# Chiesa di Santa Maria Maddalena (Terragnolo)
La chiesa di Santa Maria Maddalena è una chiesa cattolica situata nel comune di Terragnolo, in provincia autonoma di Trento; è sussidiaria della parrocchiale dei Santi Pietro e Paolo di Piazza e fa parte dell'arcidiocesi di Trento.

## Storia

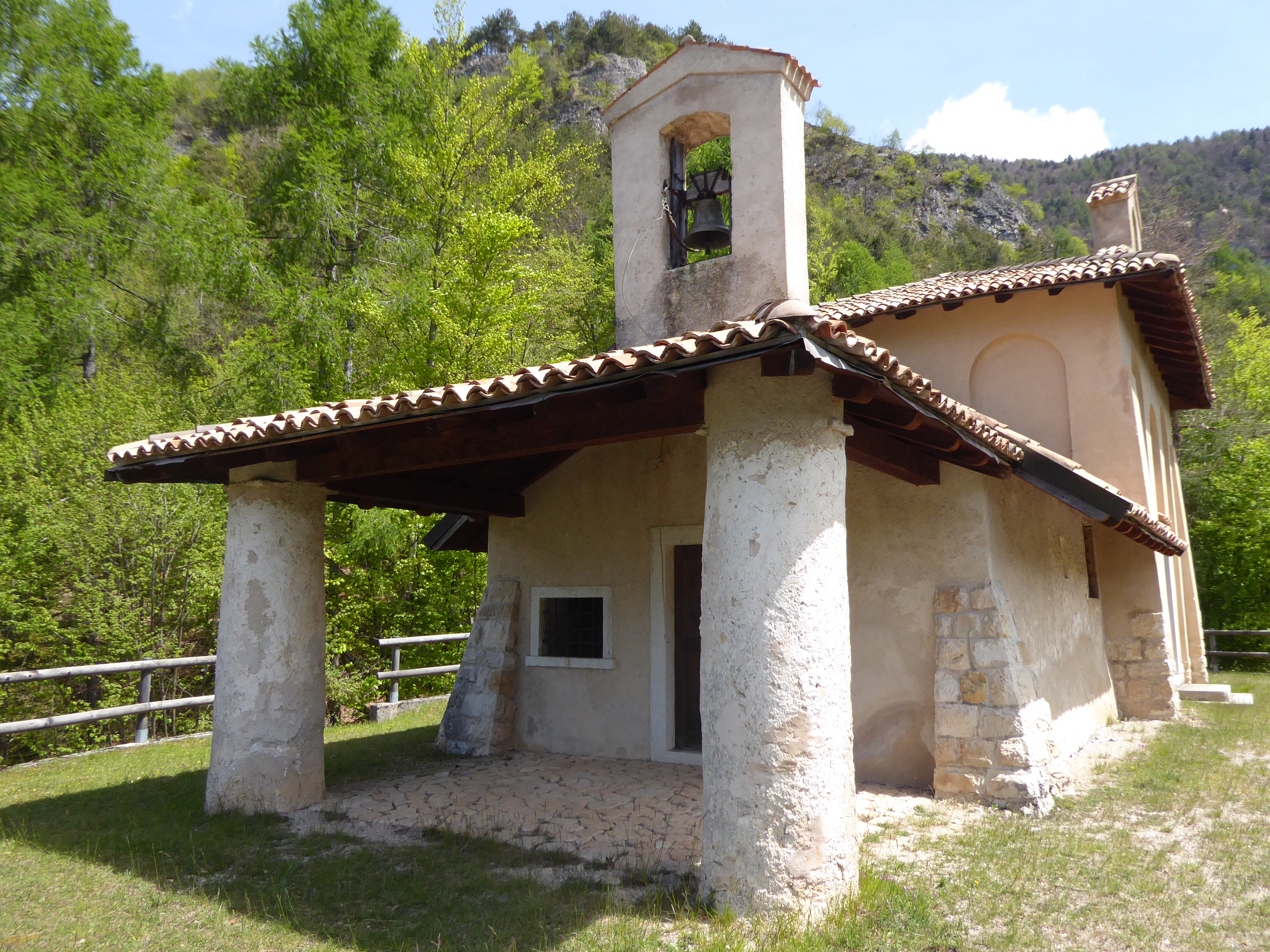
Facciata e porticato della parte medievale

Le informazioni storiche su questa chiesa sono scarse; anche la data di fondazione è sconosciuta, ed è stata ipoteticamente collocata in periodo romanico, tra il XII e il XIII secolo. Sicuramente esisteva già nel secondo quarto del Trecento, periodo a cui risalgono gli affreschi conservati al suo interno; segue poi la prima citazione documentale dell'edificio, datata 1377. Da atti visitali del 1631, sembra che sia avvenuto intorno a quell'anno anche un ampliamento, se non una ricostruzione, di cui però non v'è certezza. Nel 1728 è documentata la presenza di un eremita a custodire la chiesa, il quale viveva apparentemente in una spelonca tra le rocce sottostanti.
La struttura subì gravi danni durante la prima guerra mondiale (la val Terragnolo fu infatti terreno di aspri scontri); nel 1934 venne ampliata, demolendo l'abside originaria e costruendo al suo posto un nuovo corpo di fabbrica con funzione di navata. Ai lavori è seguita la benedizione, avvenuta il 22 luglio dello stesso anno.

## Descrizione

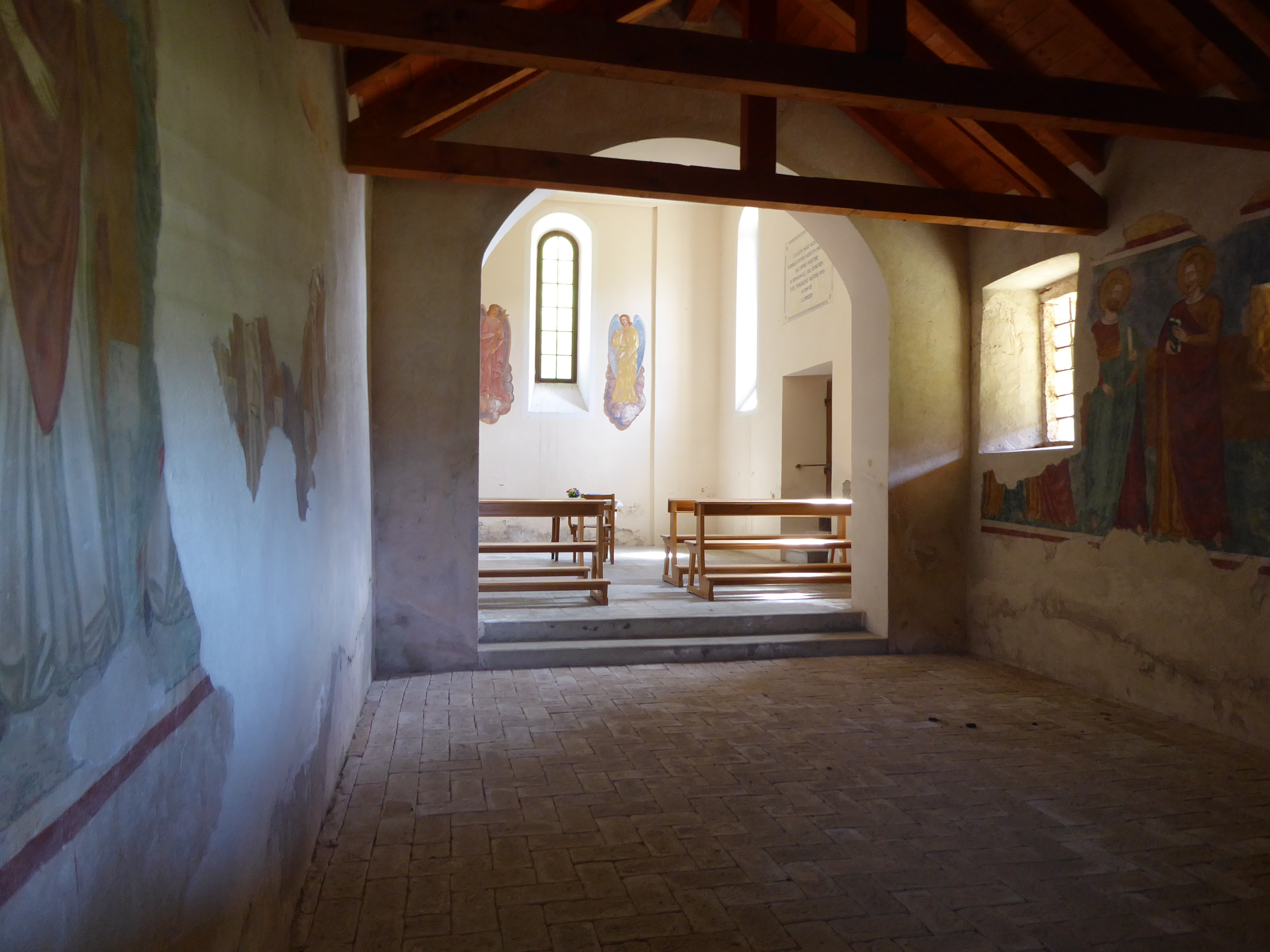
Interno

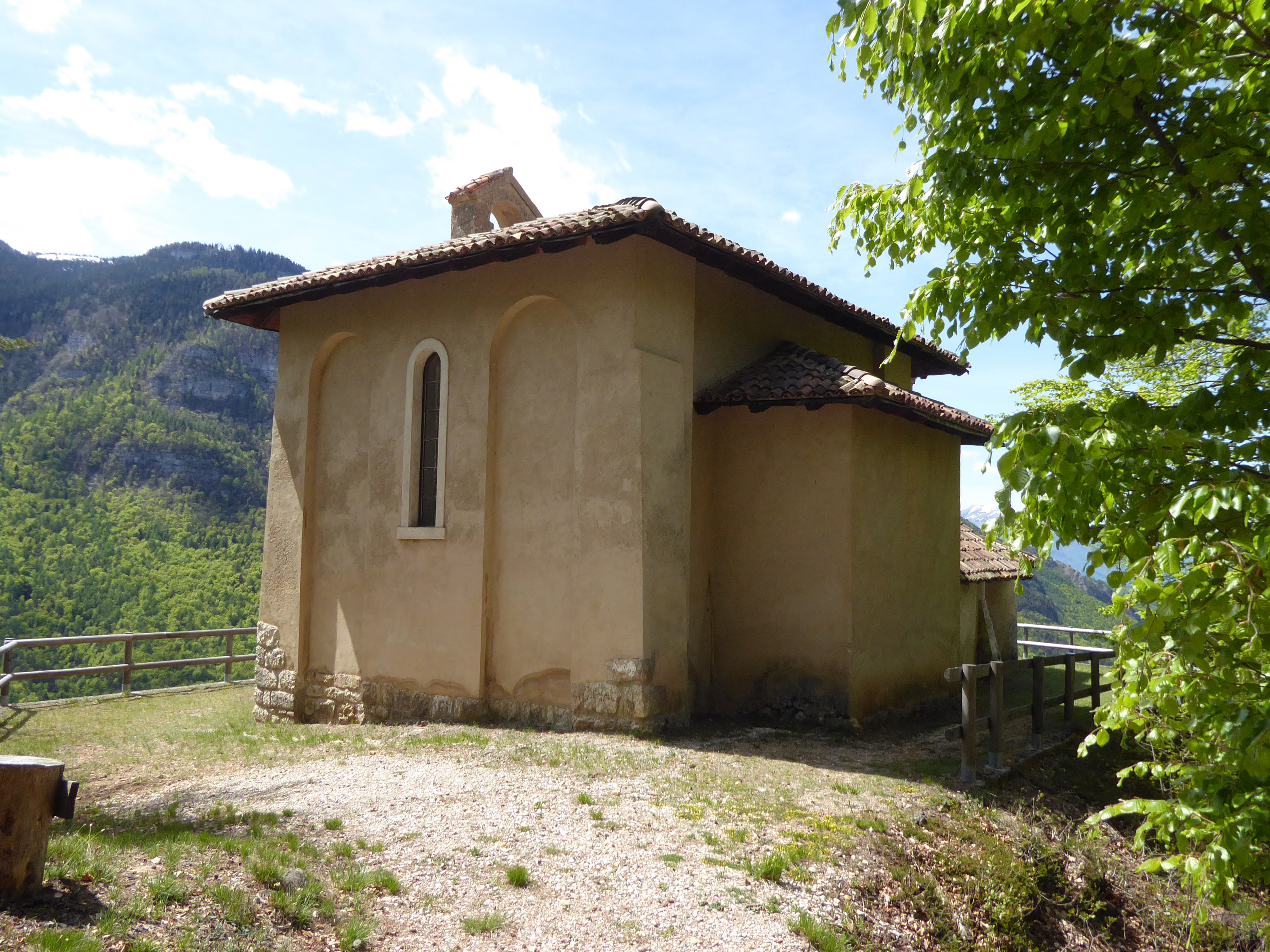
Il corpo di fabbrica novecentesco con il presbiterio sporgente

La chiesa si trova in posizione isolata, su un'altura sovrastante la frazione di Puechem, con vista panoramica sulla val Terragnolo, all'altitudine di 925 m s.l.m.; è raggiungibile a piedi da due sentieri nel bosco: uno che scende dalla frazione di Zencheri, e l'altro che sale dalla frazione di Maureri.

### Esterno
L'edificio ha una struttura assai peculiare: la parte più antica è il corpo di fabbrica più occidentale, orientato regolarmente con l'ingresso a ovest, che si presenta con facciata a capanna stretta tra due barbacani e preceduta da un ampio porticato con pilastri circolari in muratura. Esso si innesta perpendicolarmente nel più grande corpo novecentesco, che è orientato invece verso nord, lato da cui sporge il piccolo presbiterio, con un altro ingresso a sud.
Sono presenti tre finestrelle rettangolari nella parte più antica (due in facciata ai lati del portale e l'altra sul fianco sud) e tre monofore centinate nella parte nuova (due ai lati del portale e la terza sul fianco est). Le coperture dell'intero edificio sono in coppi, e sono presenti due campanili a vela, svettanti in corrispondenza dei due portali d'ingresso.

### Interno
All'interno, la chiesa è composta di due navate: la più recente, orientata verso nord, è coperta da un soffitto piano in muratura e termina con il presbiterio chiuso da un'arcata centinata ribassata; il lato sinistro di questa navata si apre su quella più antica, più bassa di due gradini e introdotta dal vecchio arco santo, coperta da un soffitto in legno a due falde sostenuto da capriate.
Le pareti della navata più vecchia sono ornate da affreschi di epoca trecentesca, raffiguranti vari santi tra cui Giovanni Battista, riconducibili alla corrente giottesca veneta. Il nuovo corpo di fabbrica presenta anch'esso alcuni dipinti murali, sulla parete destra della navata e su quella di fondo del presbiterio, realizzati a tempera.